# Ethelurgus vulnerator
Ethelurgus vulnerator là một loài tò vò trong họ Ichneumonidae.